# Acraea decepta
Acraea decepta är en fjärilsart som beskrevs av Le Doux 1923. Acraea decepta ingår i släktet Acraea och familjen praktfjärilar. Inga underarter finns listade i Catalogue of Life.